# جيمس جي. فيلي
جيمس جي. فيلي (بالإنجليزية: James G. Willie)‏ هو مبشر أمريكي، ولد في 1815، وتوفي في 9 سبتمبر 1895.